# Romerike

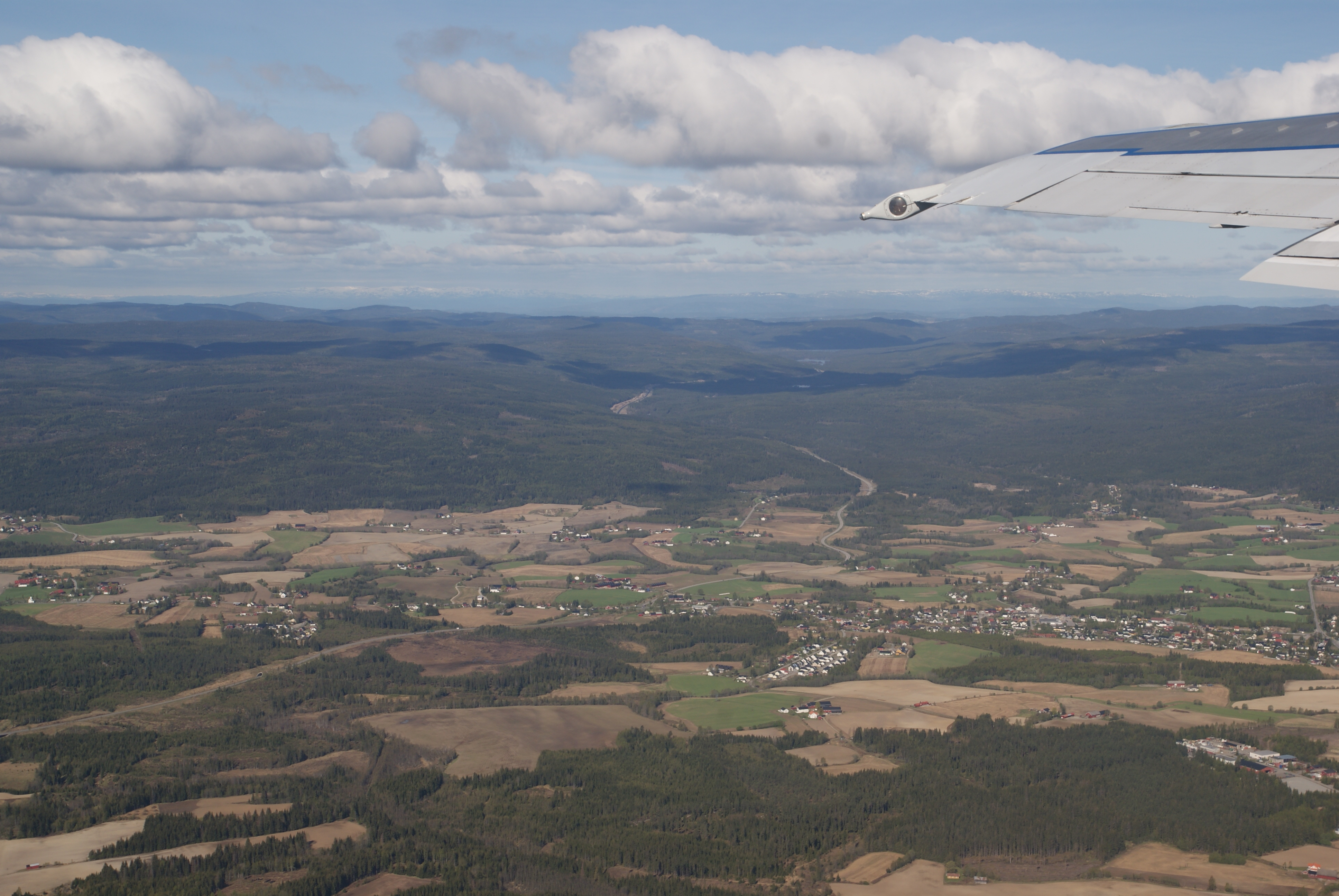
Romerike

Romerike ist der auch historisch verwendete Name einer großen flachen Landschaft in Südnorwegen, die sich über große Teile der Provinz Akershus erstreckt und die Kommunen Eidsvoll, Ullensaker, Lillestrøm, Rælingen, Hurdal, Lørenskog, Enebakk, Nes und Aurskog-Høland einschließt. Wegen des ziemlich ebenen Geländes ist dort viel Landwirtschaft zu finden. Glomma und Gudbrandsdalslågen, die beiden längsten Flüsse Norwegens, fließen hier zusammen.